# Particolato
Il particolato (o più raramente particellato), nella chimica ambientale, indica l'insieme delle sostanze solide o liquide sospese in aria (con la quale formano una miscela detta "aerosol atmosferico") che hanno dimensioni che variano da pochi nanometri a 100 µm.
Il particolato è uno degli inquinanti più frequenti nelle aree urbane. Esempi di sostanze presenti nel particolato sono fibre naturali e artificiali, pollini, spore, particelle carboniose, metalli, silice e inquinanti liquidi.
L'origine di tali sostanze può essere naturale o associata all'attività umana. Il particolato può trovarsi sia in luoghi aperti sia in luoghi chiusi, ma generalmente la sua concentrazione è maggiore nei luoghi chiusi (ad esempio nelle abitazioni e nei luoghi di lavoro) e in aree urbane e industriali, o dove in generale si svolgono attività umane più o meno "inquinanti".
Il particolato è pericoloso per la salute umana e di altri esseri viventi. In particolare, l'Agenzia internazionale per la ricerca sul cancro (IARC) e l'Organizzazione mondiale della sanità (OMS) hanno classificato il particolato come cancerogeno, ovvero in grado di causare tumori o favorirne l'insorgenza e la propagazione. Diversi studi indicherebbero un ruolo dell'inquinamento atmosferico nella diffusione e nella persistenza dei virus in sospensione nell'atmosfera dimostrata nel 2002 in occasione dell'infezione di SARS in Cina e 2012 in occasione dell'infezione di MERS in Arabia Saudita. È stato inoltre definito come la forma più pericolosa di inquinamento atmosferico, a causa della sua capacità di penetrare nei polmoni e cervello dal sangue, causando quindi malattie cardiache, malattie respiratorie, e morte prematura. In particolare, risulta essere la sesta causa di morte prematura nel mondo.
Il particolato può inoltre avere un impatto negativo sul clima e sulle precipitazioni.
Nelle ipotesi sulle cause dell'estinzione di massa del Cretaceo-Paleocene, un considerevole aumento del particolato atmosferico (come conseguenza di eruzioni vulcaniche o dell'impatto di un asteroide) è spesso indicato tra le cause che hanno determinato tale estinzione.

## Altre definizioni e terminologie
Comunemente, il termine "particolato" è invece utilizzato con un significato più restrittivo, riferendosi al particolato costituito dalle particelle solide e di origine antropica.
Lo stesso termine è utilizzato anche con un significato più ampio, per riferirsi non solo al cosiddetto particolato atmosferico, ovvero presente nell'atmosfera terrestre, ma anche al particolato presente all'interno di un gas qualsiasi.
Il particolato atmosferico è spesso indicato con molti nomi comuni a seconda della sua natura: polvere, fuliggine e caligine per quelle solide e nebbia per quelle liquide.

## Classificazione
Il particolato è solitamente classificato in base alle dimensioni delle particelle. Ogni campione di particolato contiene infatti particelle aventi dimensioni differenti. Si parla di "particolato grossolano" nel caso di particolato avente particelle con diametro aerodinamico maggiore di 2,5 µm, mentre si parla di "particolato fine" nel caso di particolato avente particelle con diametro aerodinamico minore di 2,5 µm.
Il particolato caratterizzato da particelle più grossolane (tra 50 µm e 100 µm circa) è identificato dal termine "Polveri Totali Sospese" (o TSP, dall'inglese Total Suspended Particles).
Ciascun insieme di particelle di particolato rientranti in un determinato intervallo di dimensioni delle particelle è indicato inoltre dalla sigla "PM" (dall'inglese "particulate matter") seguito da un numero che indica l'intervallo dei valori che assume il diametro aerodinamico di ciascuna particella.
In particolare, si distingue in:

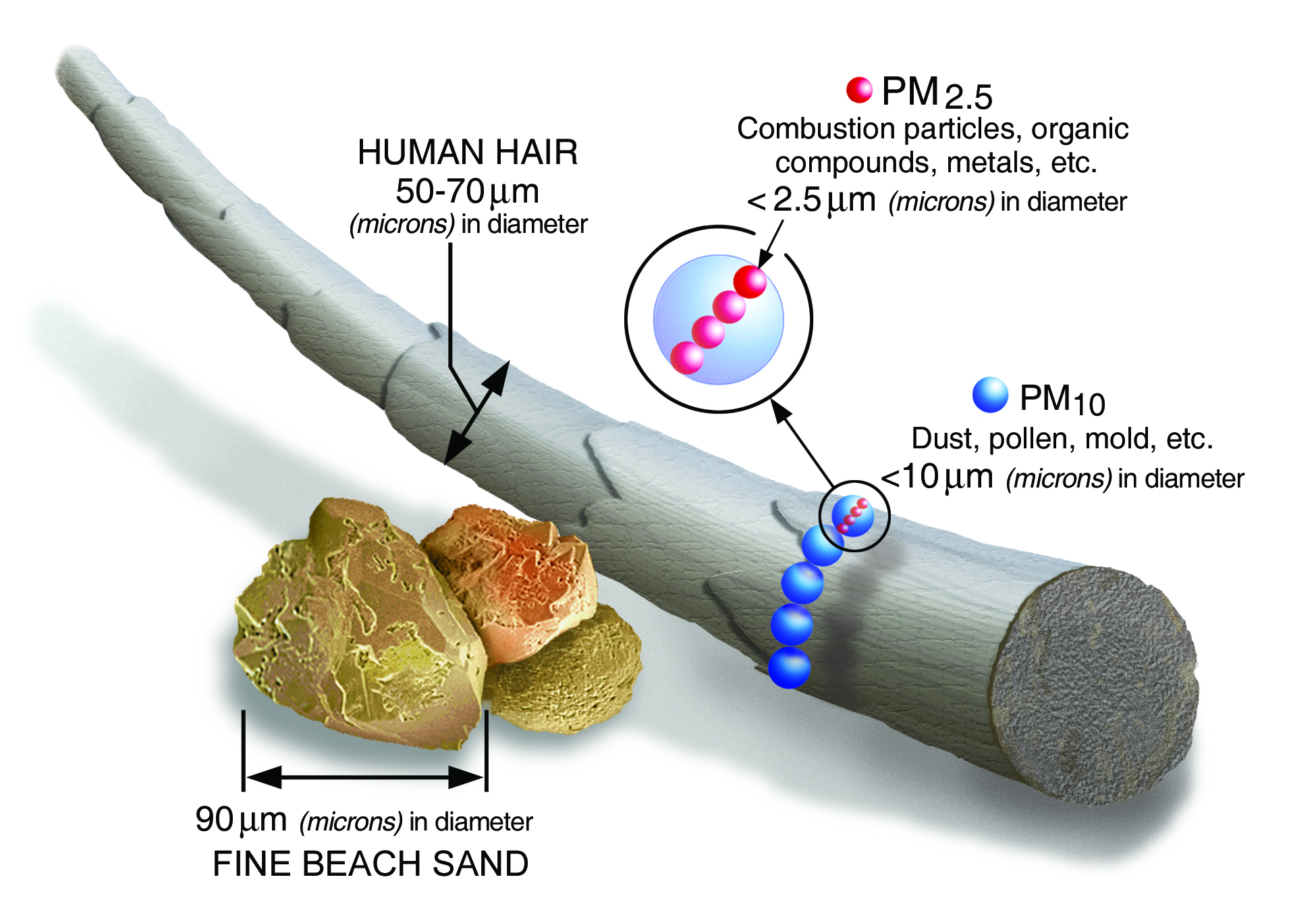
Confronto tra le dimensioni delle particelle di particolato e un capello umano

- PM10 – particolato formato da particelle con dimensioni minori di 10 µm;[4][16]
- PM2,5 – particolato fine con diametro inferiore a 2,5 µm.[4][16]

Viene inoltre talvolta definita la frazione del particolato compreso tra 2,5 µm e 10 µm, indicata dalla sigla PM10-2,5 e che corrisponde alla frazione del particolato PM10 senza considerare la frazione del particolato PM2,5.
Per dimensioni ancora inferiori si parla di particolato ultrafine (UFP o UP o PUF); tale frazione è in grado di penetrare profondamente nei polmoni fino agli alveoli; vi sono discordanze tra le fonti per quanto riguarda la loro definizione, per quanto sia più comune e accettata la definizione di UFP come PM0,1 piuttosto che come PM1:
- PM1, con particelle avente un diametro inferiore a 1 µm;
- PM0,1, con particelle avente un diametro inferiore a 0,1 µm;[19][20][21]
- nanopolveri (o PM0,001), con particelle avente un diametro dell'ordine di grandezza dei nanometri.

Hinds suddivide il particolato in tre categorie generiche, anche a seconda del meccanismo di formazione:
- particolato ultrafine (UFP), con diametro < 0,1 µm e formato principalmente da residui della combustione (PM0,1);
- particolato formato dall'aggregazione delle particelle più piccole, compreso tra 0,1 e 2,5 µm in diametro (PM2,5);
- particolato formato da particelle più grossolane (> 2,5 µm) generate mediante processi meccanici da particelle più grandi.

La distinzione non è così netta per ragioni sperimentali. Dato che non è possibile campionare esattamente tutte le particelle con diametro inferiore a 10 µm e scartare le altre, la Environmental Protection Agency (EPA) ha definito dei parametri geometrici relativi agli strumenti di misura e dei parametri relativi ai flussi di prelievo; poi, in base a questi parametri, tutto il particolato raccolto viene denominato PM10 anche se una parte delle particelle campionate avrà dimensioni maggiori. Analogamente per il PM2,5.

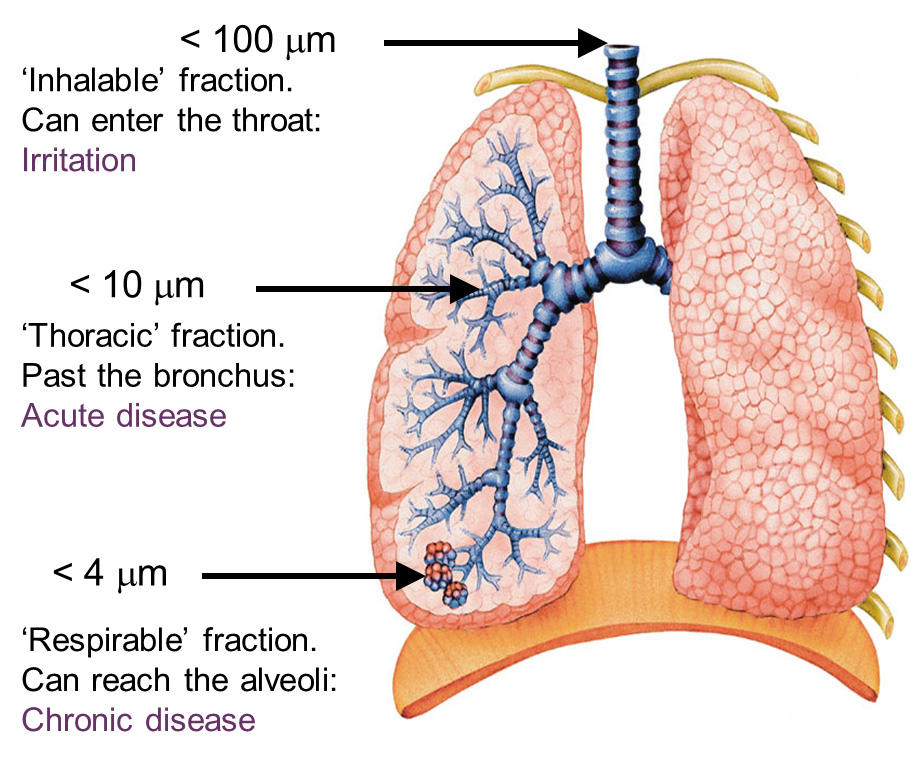
Differenze tra particolato inalabile, toracico e respirabile

A seconda della capacità di attraversare il sistema respiratorio umano, si distingue inoltre tra:
- "frazione inalabile", che può raggiungere la faringe e la laringe proprio in seguito a inalazione attraverso la bocca o il naso, e comprende praticamente tutto il particolato;
- "frazione toracica", che è in grado di raggiungere la trachea e i bronchi; può essere assimilata al PM10;[6][18]
- "frazione respirabile" per indicare la classe di particelle più piccole che è in grado di raggiungere gli alveoli e attraverso questi trasmettersi nel sangue; può essere assimilata al PM2,5.[18]

Un'ulteriore classificazione del particolato è data dall'Environmental Protection Agency (EPA), che distingue il particolato in "condensabile" (CON), "filtrabile" (FIL) e "primario" (PRI), dove il particolato primario è dato dalla somma del particolato condensabile e filtrabile. Inoltre il PM2,5 è indicato spesso dall'EPA con la sigla "PM25", senza punto decimale, per cui si ha:
- PM10-PRI = PM10-CON + PM10FIL
- PM25-PRI = PM25-CON + PM25FIL

## Composizione chimica
Per quanto riguarda la composizione chimica del materiale particolato, è possibile individuare tre classi principali:
- gli ioni inorganici: solfati (SO42-), nitrati (NO3-), ammonio (NH4+);
- la frazione carboniosa (TC) formata dal carbonio organico e dal carbonio elementare;
- il materiale crostale che può presentarsi o associato al pulviscolo atmosferico (Si, Ca, Al, ecc.) o a elementi in traccia (Pb, Zn, ecc.);
- una frazione non meglio identificata che spesso corrisponde all'acqua ma non solo.

Queste componenti, che insieme costituiscono il materiale particolato, presentano dimensioni diverse e quindi contribuiscono in maniera differente al PM2,5 o al PM10.
In particolare, le particelle più piccole sono costituite generalmente da vapori metallici, organici e frazione carboniosa, mentre le particelle più grossolane sono costituite generalmente da cristalli presenti naturalmente nella crosta terrestre e polveri provenienti dall'inquinamento veicolare e dalle industrie.

## Origini del particolato

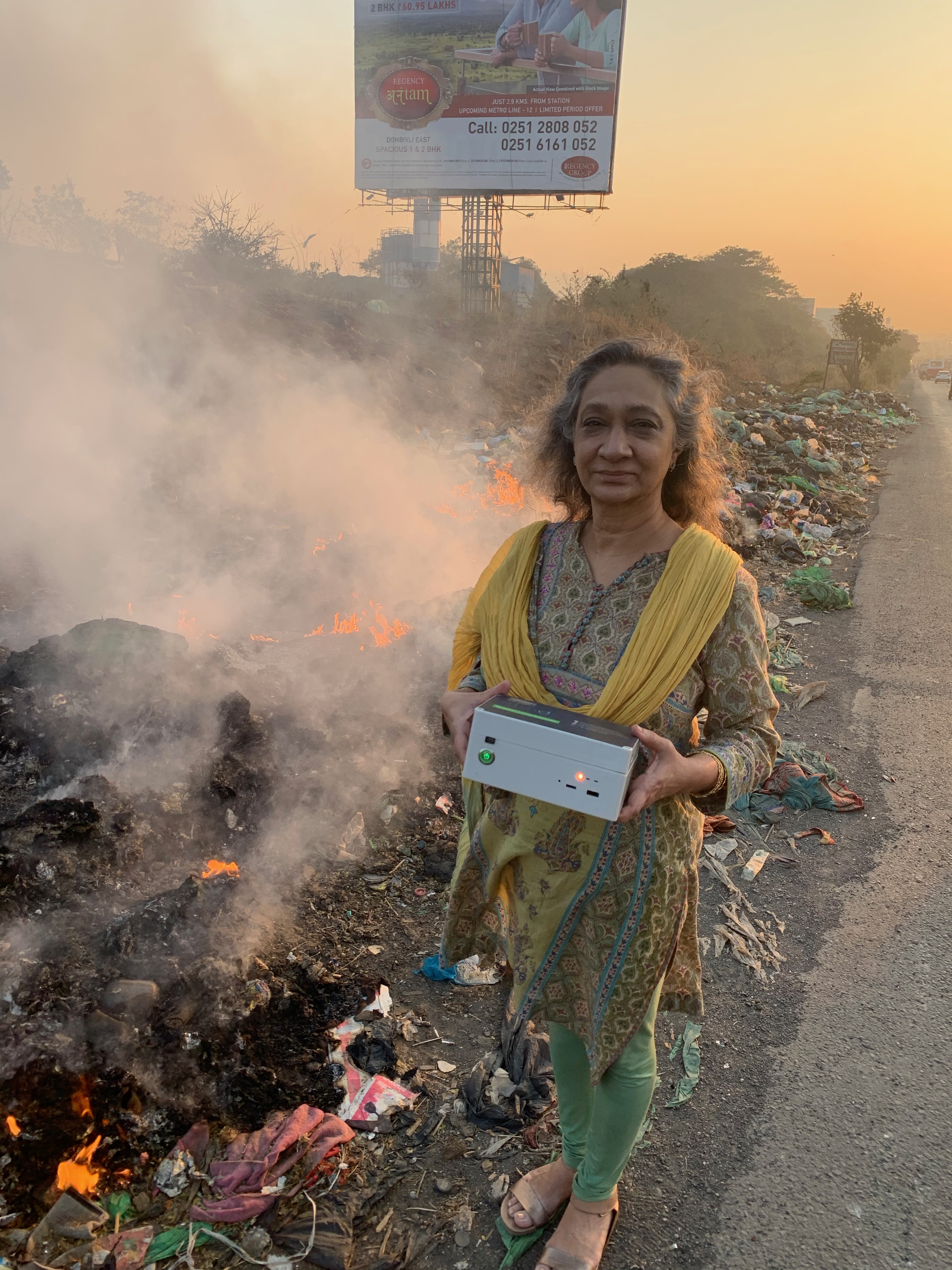
Misurazione del livello di PM_{2,5} in una discarica a Bhiwandi, nei pressi di Mumbai

Le principali fonti di particolato sono:
- Sorgenti legate all'attività umana: processi di combustione (tra cui quelli che avvengono nei motori a scoppio, negli impianti di riscaldamento, in molte attività industriali, negli inceneritori e nelle centrali termoelettriche), usura di pneumatici, freni e asfalto;
- Sorgenti naturali: l'erosione del suolo, gli incendi boschivi, le eruzioni vulcaniche, la dispersione di pollini, il sale marino.

Le fonti del particolato atmosferico si possono classificare inoltre in "fonti primarie" e "fonti secondarie":
- Con le prime si indica una emissione diretta di materiale particolato in atmosfera e si tiene conto delle fonti naturali (costituite da sale marino, azione del vento, pollini, eruzioni vulcaniche, ecc.) e delle fonti antropiche (traffico veicolare, riscaldamento, processi industriali, inceneritori, inquinamento da centrali elettriche, ecc.[6]);
- Le fonti secondarie riguardano, invece, da una parte la condensazione di molecole presenti in fase gassosa, la successiva nucleazione e infine la coagulazione, fino a formare aerosol con diametri compresi tra 0,1 µm e 1 µm.

### Rapporto tra naturali e antropiche

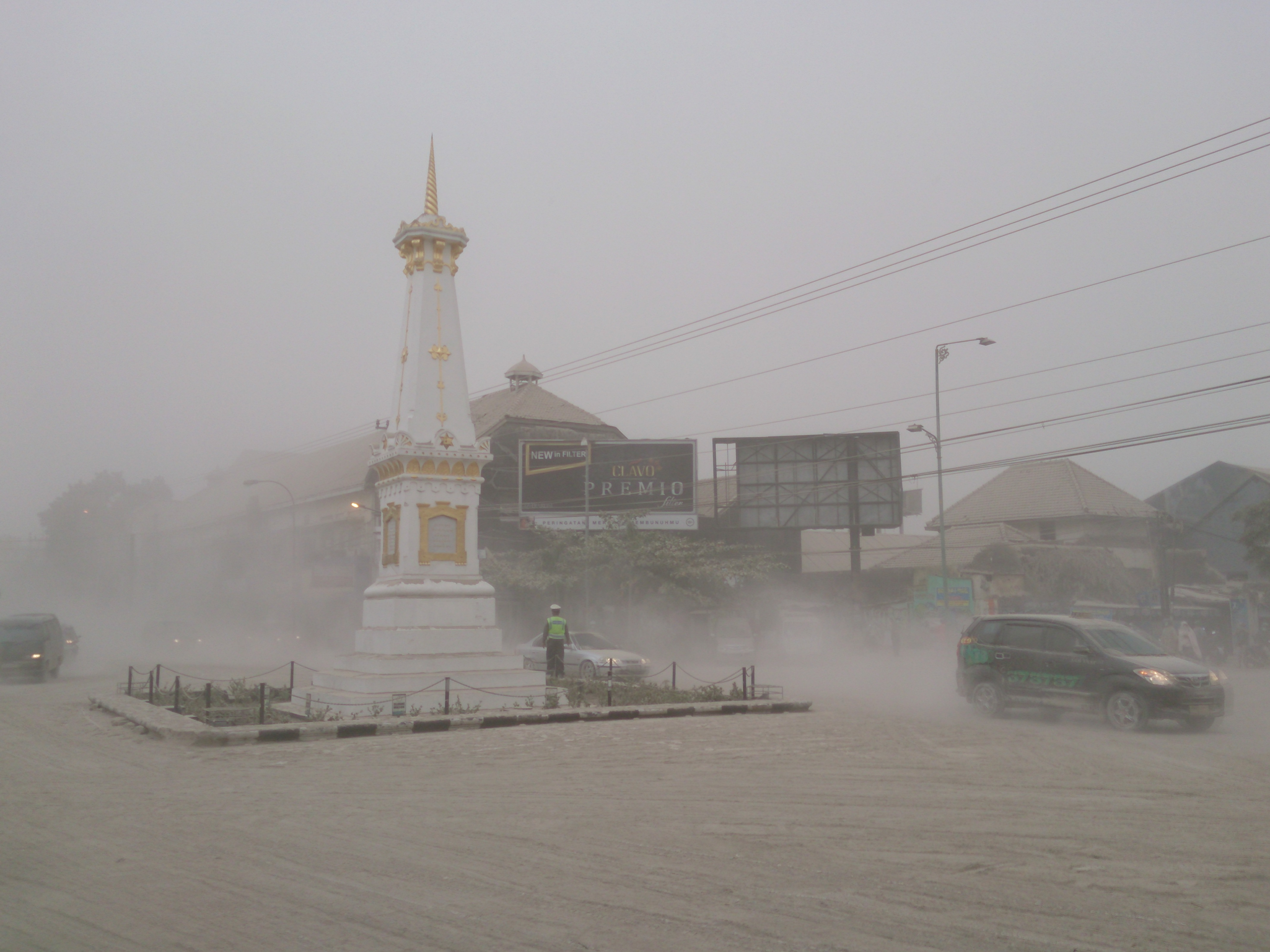
La città di Yogyakarta, in Indonesia, inquinata da ceneri vulcaniche durante l'eruzione del vulcano Kelud del 2014

Gli elementi che concorrono alla formazione di questi aggregati sospesi nell'aria sono numerosi e comprendono fattori sia naturali sia antropici (ovvero causati dall'uomo), con diversa pericolosità a seconda dei casi.
Fra i fattori naturali vi sono ad esempio:
- polvere, terra, sale marino alzati dal vento (il cosiddetto "aerosol marino");
- incendi;
- microrganismi;
- pollini e spore;
- erosione di rocce;
- eruzioni vulcaniche.

Fra i fattori antropici all'origine di gran parte degli inquinanti atmosferici vi sono:
- emissioni dei motori a combustione interna (autocarri, automobili, aeroplani, navi);
- emissioni del riscaldamento domestico (in particolare a gasolio, carbone e legna);
- usura dei freni e relative pastiglie di tutti i mezzi di trasporto;
- usura degli pneumatici dei mezzi circolanti su strada;
- usura del manto stradale;
- emissioni dell'industria in generale, dei cementifici, dei cantieri;
- emissioni da attività agricole;
- emissioni degli inceneritori e delle centrali termoelettriche (in particolare a carbone e a gasolio);
- fumo di tabacco.

Il rapporto fra fattori naturali e antropici è molto differente a seconda dei luoghi. È stato stimato che in generale le sorgenti naturali contribuiscono per il 94% del totale lasciando il resto al fattore umano. Tuttavia queste proporzioni cambiano notevolmente nelle aree urbane dove l'apporto preponderante è determinato senza dubbio dal traffico stradale e dal riscaldamento domestico.
Altro aspetto riguarda la composizione di queste polveri. In genere il particolato prodotto da processi di combustione, sia di origine naturale sia antropica, è caratterizzato dalla presenza preponderante di carbonio e di prodotti della combustione e si definisce pertanto "particolato carbonioso". Esso è considerato, in linea di massima e con le dovute eccezioni, più nocivo nel caso in cui sia prodotto dalla combustione di materiali organici particolari quali ad esempio le plastiche, perché può inglobare facilmente sostanze tossiche così originate (composti organici volatili, diossine, ecc.).

### Fonti naturali
Per quanto riguarda i particolati "naturali", molto dipende dalla loro natura, in quanto si va da particolati aggressivi per le infrastrutture quale l'aerosol marino (fenomeni di corrosione e danni a strutture cementizie e metalliche), a particolati nocivi come terra, pollini, fumo da incendi boschivi per finire con particolati estremamente nocivi come le microfibre di amianto.
Un'altra fonte sono le ceneri vulcaniche disperse nell'ambiente dalle eruzioni che sono spesso all'origine di problemi respiratori nelle zone particolarmente esposte e seppure di rado possono raggiungere quantità tali che, proiettate ad alta quota, rimangono nell'atmosfera per mesi o anni e sono in grado di modificare radicalmente il clima per periodi più o meno lunghi (v. Santorini, Tambora, Krakatoa).

### Fonti antropiche

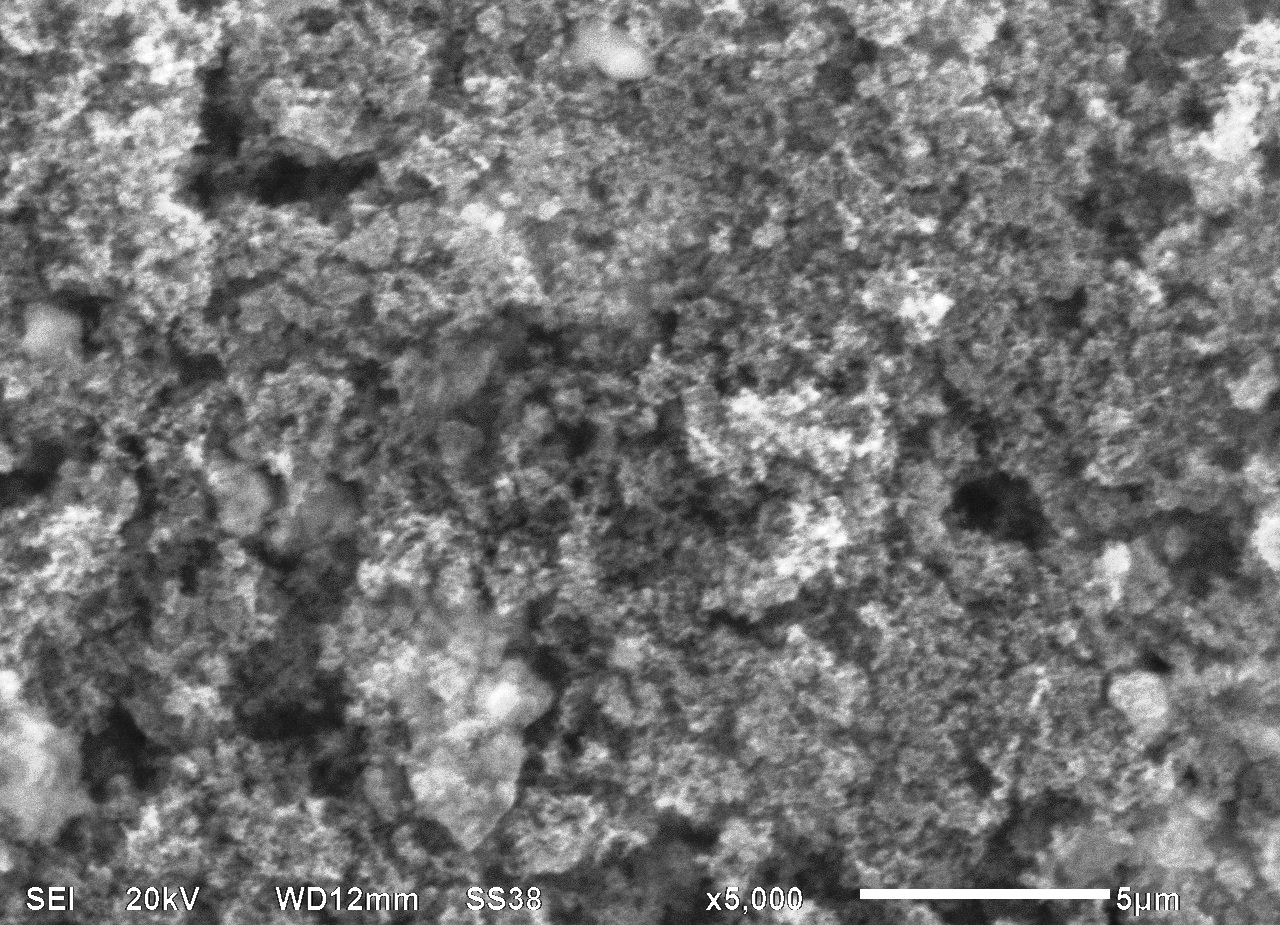
Microfotografia di particolato prodotto dallo scarico di un'automobile

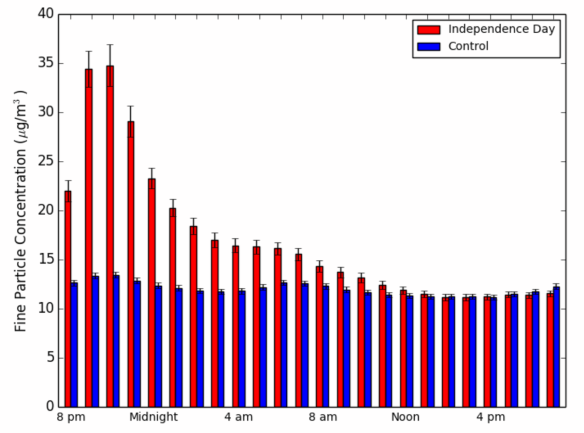
Esempio di aumento del particolato per cause antropiche: aumento di particolato associato ai giochi pirotecnici per il giorno dell'indipendenza (Independence Day) negli Stati Uniti

La questione è molto dibattuta. In generale, negli impianti di combustione non dotati di tecnologie specifiche, pare accertato che il diametro delle polveri sia tanto minore quanto maggiore è la temperatura di esercizio.
In qualunque impianto di combustione (dalle caldaie agli inceneritori fino ai motori delle automobili e dei camion) un innalzamento della temperatura (al di sotto comunque di un limite massimo) migliora l'efficienza della combustione e dovrebbe perciò diminuire la quantità complessiva di materiali parzialmente incombusti (dunque di particolato).
Lo SCENIHR (Scientific Committee on Emerging and Newly Identified Health Risks), comitato scientifico UE che si occupa dei nuovi/futuri rischi per la salute, considera i motori a gasolio e le auto con catalizzatori freddi o danneggiati i massimi responsabili della produzione di nanoparticelle.
Lo SCHER (Scientific Committee on Health and Environmental Risks, Comitato UE per i rischi per la salute e ambientali) afferma che le maggiori emissioni di polveri fini (questa la dicitura usata, intendendo PM2,5) è data dagli scarichi dei veicoli, dalla combustione di carbone o legna da ardere, processi industriali e altre combustioni di biomasse.
Secondo l'agenzia europea dell'ambiente, la combustione per riscaldamento degli edifici risulta essere la principale fonte di PM10 e PM2,5, in aumento nel periodo 2003–2015 e pari al triplo dei trasporti.
Inoltre, una parte rilevante del PM10 presente in atmosfera deriva dalla trasformazione in particelle liquide o solide di alcuni gas (composti dell'azoto e dello zolfo) emessi da attività umane.

## Diffusione

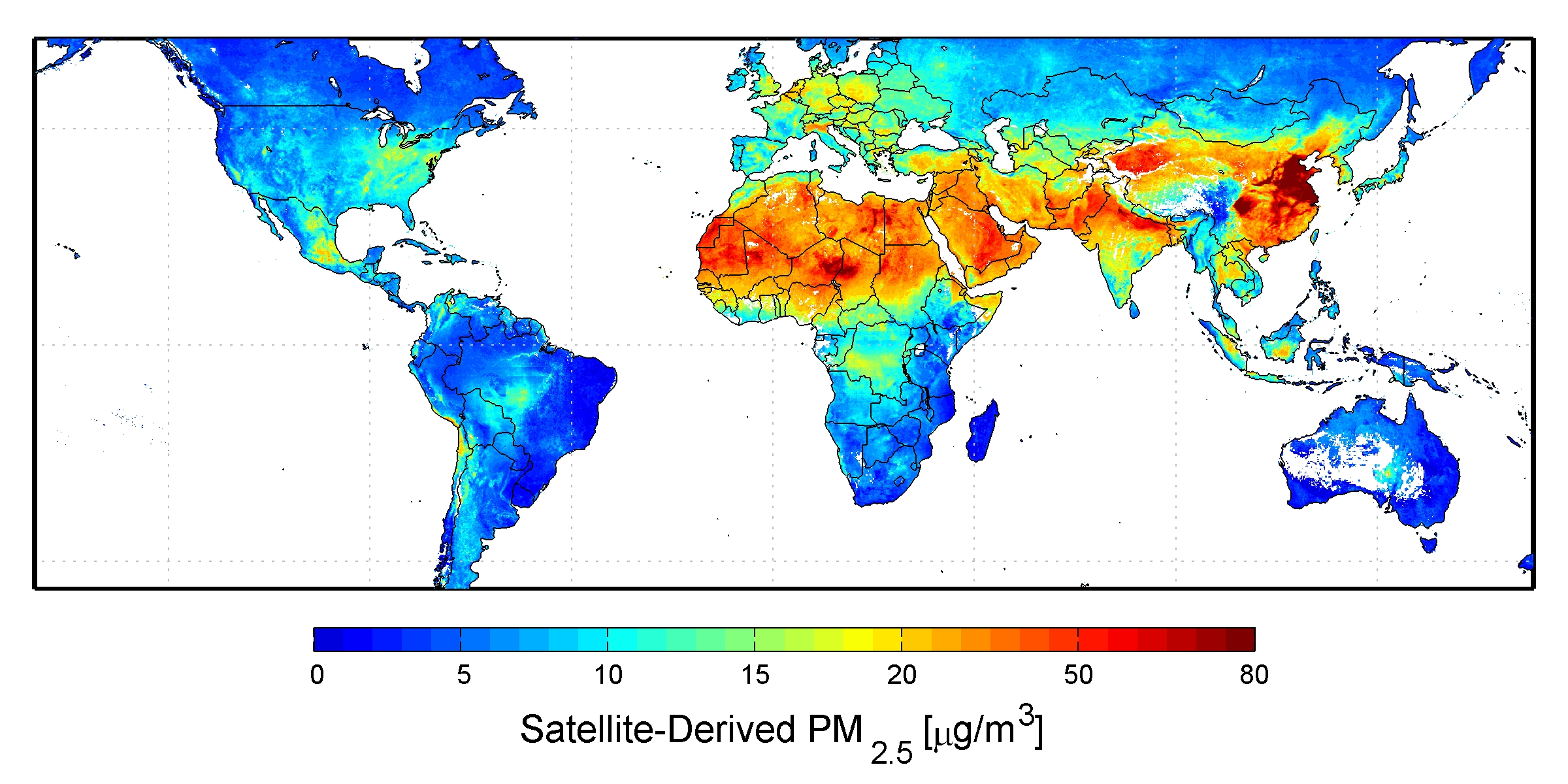
Concentrazione media di particolato nel mondo nel periodo 2001–2006 (fonte: NASA).

L'inquinamento da particolato derivante dalla combustione di combustibili fossili da parte di mezzi di trasporto e industriali tende a essere maggiore in aree metropolitane densamente popolate in paesi in via di sviluppo, come Delhi e Pechino.

### Australia
L'inquinamento da PM10 nelle aree di estrazione del carbone in Australia, come la Latrobe Valley nel Victoria e la regione di Hunter nel Nuovo Galles del Sud, è aumentato in modo significativo nel periodo 2004-2014. Sebbene l'aumento non si sia aggiunto significativamente alle statistiche sul mancato raggiungimento degli obiettivi nazionali, il tasso di aumento è aumentato ogni anno nel periodo 2010-2014.

### Cina
Il livello di particolato nella città di Pechino ha raggiunto il suo massimo storico, pari a 993 µg/m3, il 12 gennaio 2013.
Per monitorare la qualità dell'aria della Cina meridionale, il consolato americano di Canton ha installato un monitor di PM2,5 sull'isola di Shamian, che mostra le letture sul suo sito web ufficiale e sui social network.

### Europa

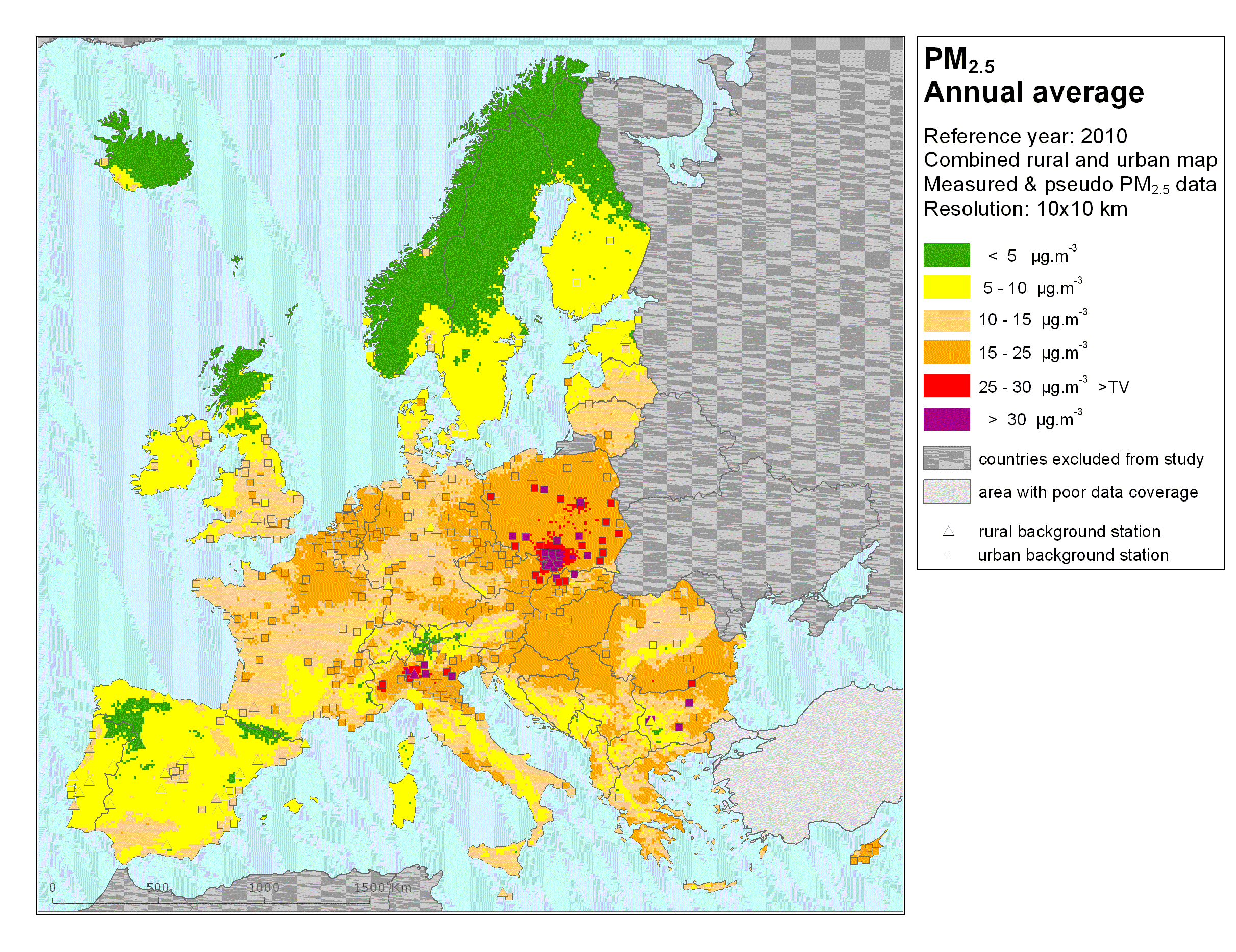
Concentrazione media annuale di particolato PM_{2,5} in Europa nel 2010

Secondo i dati dell'APAT (Agenzia per la protezione dell'ambiente) (oggi ARPA regionali) riferiti al 2003, la produzione di PM10 in Italia deriverebbe: per il 49% dai trasporti; per il 27% dall'industria; per l'11% dal settore residenziale e terziario; per il 9% dal settore agricoltura e foreste; per il 4% dalla produzione di energia. 
Secondo uno studio del CSST su incarico dell'Automobile Club d'Italia, sul totale delle emissioni di PM10 in Italia il 29% deriverebbe dagli autoveicoli a gasolio, e in particolare l'8% dalle automobili in generale e l'1-2% dalle auto Euro3 ed Euro4.
Bisogna considerare che a partire dal 2009 la totalità dei carburanti da autotrazione in vendita in Europa è senza zolfo (ossia con quantità di zolfo entro le 10 ppm): essendo lo zolfo un elemento rilevante nella formazione del particolato, ciò dovrebbe contribuire alla riduzione di emissioni dello stesso, oltre che degli ossidi di zolfo, la cui riduzione è lo scopo principale. Inoltre, in Europa si stanno diffondendo (sono necessari per i veicoli dotati di filtro attivo antiparticolato) oli lubrificanti motore a basso contenuto di ceneri (specifiche ACEA C3) che contribuiscono a contenere ulteriormente la formazione di particolato.
Dal documento dell'EEA "Air Quality in Europe - report 2019" risulta evidente che il maggior numero di città europee dove sono stati registrati elevati livelli di particolato si trovano in Italia e nell'Europa Orientale.

### Stati Uniti

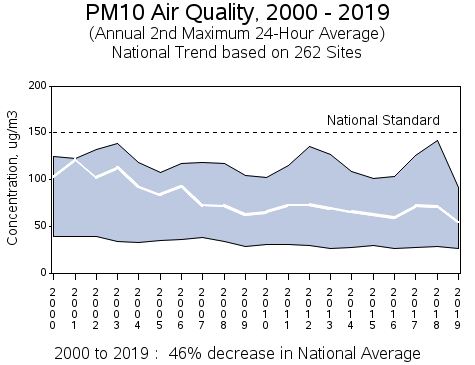
Concentrazione di particolato PM10 negli Stati Uniti nel periodo 2000-2019
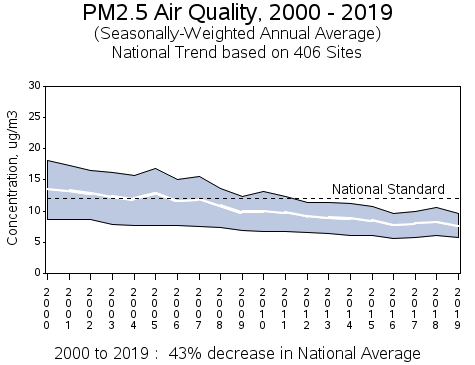
Concentrazione di particolato PM2,5 negli Stati Uniti nel periodo 2000-2019

### Lista dei primi 50 stati per particolato nell'aria
Al 2023
| Pos. | Paese                | Particolato PM2.5 in µg/m3 | Confronto 2022 |
| ---- | -------------------- | -------------------------- | -------------- |
| 1    | Bangladesh           | 79.9                       | +14.1          |
| 2    | Pakistan             | 73.7                       | +2.8           |
| 3    | India                | 54.4                       | +1.1           |
| 4    | Tagikistan           | 49.0                       | +3.0           |
| 5    | Burkina Faso         | 46.6                       | -16.4          |
| 6    | Iraq                 | 43.8                       | -36.3          |
| 7    | Emirati Arabi Uniti  | 43.0                       | -2.9           |
| 8    | Nepal                | 42.4                       | +2.3           |
| 9    | Egitto               | 42.4                       | -4.1           |
| 10   | RD del Congo         | 40.8                       | +25.3          |
| 11   | Kuwait               | 39.9                       | -15.9          |
| 12   | Bahrein              | 39.2                       | -27.4          |
| 13   | Qatar                | 37.6                       | -4.9           |
| 14   | Indonesia            | 37.1                       | +6.7           |
| 15   | Ruanda               | 36.8                       | -7,2           |
| 16   | Zimbabwe             | 33.3                       | –              |
| 17   | Ghana                | 33.2                       | 3.0            |
| 18   | Kirghizistan         | 33.1                       | +2.0           |
| 19   | Cina                 | 32.5                       | +1.9           |
| 20   | Libia                | 30.4                       | –              |
| 21   | Laos                 | 29.6                       | +2.0           |
| 22   | Vietnam              | 29.6                       | +2.4           |
| 23   | Uzbekistan           | 28.6                       | -4.9           |
| 24   | Gambia               | 28.5                       | –              |
| 25   | Birmania             | 28.2                       | +3.9           |
| 26   | Senegal              | 28.2                       | +7.8           |
| 27   | Bosnia ed Erzegovina | 27.5                       | -6.1           |
| 28   | Uganda               | 27.3                       | -12.3          |
| 29   | Etiopia              | 27                         | -4.3           |
| 30   | Arabia Saudita       | 26.5                       | -15.0          |
| 31   | Armenia              | 26.4                       | -5.0           |
| 32   | Macedonia del Nord   | 25.2                       | -0.2           |
| 33   | Zambia               | 24.1                       | -0.5           |
| 34   | Camerun              | 24.0                       | –              |
| 35   | Nigeria              | 23.9                       | -13.0          |
| 36   | Thailandia           | 23.3                       | +5.2           |
| 37   | Cambogia             | 22.8                       | +14.5          |
| 38   | Malaysia             | 22.5                       | +4.8           |
| 39   | Mongolia             | 22.5                       | -7.0           |
| 40   | Kazakistan           | 22.2                       | -0.8           |
| 41   | Montenegro           | 21.3                       | +5.6           |
| 42   | Madagascar           | 20.6                       | -3.1           |
| 43   | Serbia               | 20.5                       | -4.2           |
| 44   | Turchia              | 20.3                       | -0.8           |
| 45   | Taiwan               | 20.2                       | +6.8           |
| 46   | Messico              | 20.1                       | +0.6           |
| 47   | Sudafrica            | 19.9                       | -3.5           |
| 48   | El Salvador          | 19.5                       | +5.3           |
| 49   | Sri Lanka            | 19.3                       | -1.4           |
| 50   | Corea del Sud        | 19.2                       | +0.9           |

## Effetti

### Sulla salute

Morti nel mondo associate a particolato atmosferico (fonte: [https://ourworldindata.org/grapher/absolute-number-of-deaths-from-ambient-particulate-air-pollution Our World in Data (OWID)

Il particolato ha effetti diversi sulla salute umana e animale a seconda dell'origine (naturale, antropica, ecc.) e delle dimensioni delle polveri. In taluni casi (si pensi all'aerosol marino), l'effetto può essere benefico, ma nella maggior parte dei casi il particolato ha effetti negativi sulla salute umana, anche mortali. In particolare, le particelle di dimensioni minori di 10 μm sono potenzialmente più pericolose, in quanto possono penetrare i polmoni e addirittura essere convogliate all'interno del flusso sanguigno.
L'Organizzazione Mondiale della Sanità, basandosi su dati raccolti nel 2008, ha stimato che le polveri fini siano responsabili di circa 2 milioni di decessi nel mondo all'anno. Le polveri fini causano 22 000-52 000 morti all'anno negli USA (dati del 2000) e in Europa contribuiscono a circa 370 000 morti premature (dati 2005) o circa 400 000 (secondo dati più recenti).
Uno studio del 2013, svolto su 300 000 persone e pubblicato su Lancet Oncology, mostra che per ogni incremento di 5 µg/m³ di PM 2,5 nell'aria, il rischio relativo di ammalarsi di tumore al polmone aumenta del 18%, mentre cresce del 22% a ogni aumento di 10 µg/m³ di PM 10.
Nell'ottobre 2013 l'Agenzia internazionale per la ricerca sul cancro (IARC) ha inserito l'inquinamento ambientale e le polveri fini nel gruppo 1, cioè fra i cancerogeni per l'uomo.
Secondo le linee guida dell'OMS del 2005 sulla qualità dell'aria, riducendo i PM 10 da 70 a 20 µg/m³, si potrebbe ridurre la mortalità nelle città inquinate del 15% all'anno.
Tra i disturbi attribuiti al particolato fine e ultrafine (PM10 e soprattutto PM2,5) vi sono patologie acute e croniche a carico dell'apparato respiratorio (asma, bronchiti, enfisema, allergia, tumori) e cardio-circolatorio (aggravamento dei sintomi cardiaci nei soggetti predisposti).
È stato inoltre evidenziata una correlazione tra concentrazione di particolato e maggiore probabilità di contrarre la COVID-19, così come altre infezioni da virus. Le particelle del particolato, infatti, fungerebbero non da vettore per i virus, ma sull'infettabilità delle persone, in quanto si possono avere un numero maggiore di recettori sulla membrana delle sue cellule polmonari, i quali vengono sfruttati dal virus nel processo di infezione.
In particolare, alcuni studi apparsi su riviste pre-print e poi pubblicati su prestigiose riviste scientifiche internazionali hanno stimato, attraverso complessi modelli di Deep Learning, nuovi valori soglia dei particolati in grado di coadiuvare l'effetto avverso del virus.

### Sull'ambiente

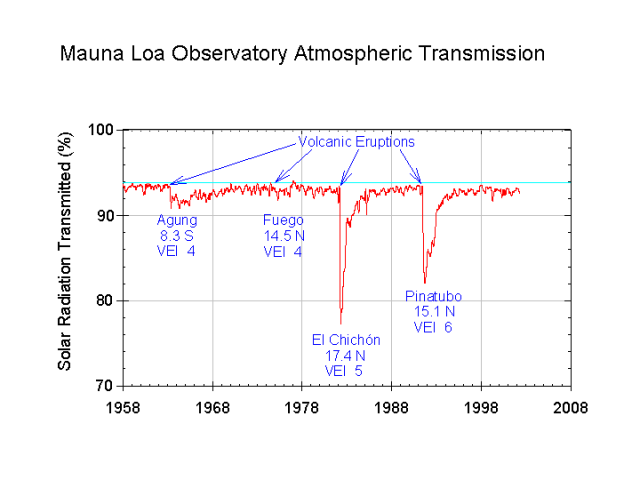
Riduzione della radiazione solare associata a eruzioni vulcaniche (misurazioni del Mauna Loa Observatory, Hawaii)

Il particolato atmosferico produce vari effetti negativi sull'ambiente circostante:
- danni alla vegetazione, portati principalmente dall'ozono;
- diminuzione della visibilità,[6] causata dal fatto che le particelle con dimensioni dell'ordine della lunghezza d'onda della radiazione solare riflettono molto più efficacemente la radiazione stessa fino a causare un global dimming;
- modifiche del clima;[6]
- aumento del fenomeno delle piogge acide;[6]
- danni sui beni materiali che avvengono in termini di corrosione, piuttosto sentiti nel caso dei monumenti.

Il pulviscolo ha effetti nella propagazione e nell'assorbimento delle radiazioni solari, sulla visibilità atmosferica e nei processi di condensazione del vapore acqueo (favorendo smog e nebbie).
L'aumento dell'inquinamento ha causato negli ultimi anni la formazione di un fenomeno noto come oscuramento globale, che consiste in una graduale riduzione dell'intensità dell'irraggiamento diretto sulla superficie terrestre (a causa della maggior diffusione della luce dovuta a una maggior quantità di aerosol atmosferico), risultante in un lieve raffreddamento della superficie terrestre. Tale fenomeno, che varia a seconda delle aree coinvolte, è stato osservato a partire dagli anni 1950 e ha fino a ora compensato (e dunque attenuato) parzialmente gli effetti del riscaldamento globale, in termini difficilmente quantificabili. La diminuzione dell'emissione di particolato in atmosfera in aree come l'Europa sta riducendo tale fenomeno.

## Velocità di deposizione

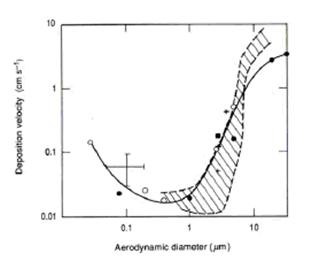
Andamento della velocità di deposizione al variare del diametro aerodinamico delle particelle. Quelle con dimensioni superiori a qualche micrometro sedimentano per gravità mentre quelle con dimensioni inferiori a qualche centinaio di nm si comportano come molecole e sono soggette al moto browniano

Le particelle sono caratterizzate da una velocità di deposizione al suolo che varia con le dimensioni. La curva della velocità è caratterizzata da due fattori: la deposizione per gravità, che riguarda le particelle più massive, e la deposizione per diffusione, che riguarda le particelle più piccole.
In particolare quest'ultima modalità non è da considerare come una diffusione molecolare, perché altrimenti i movimenti verso l'alto compenserebbero esattamente quelli verso il basso. La differenza principale è che la gravità ha ancora un effetto di trascinamento netto verso il basso, effetto che risulta maggiore sulle particelle soggette alla diffusione rispetto a quelle relativamente ferme. Inoltre lo strato limite planetario costituisce una barriera oltre la quale risulta difficile che le particelle riescano a penetrare e quindi la diffusione netta risulta squilibrata verso il basso.
In corrispondenza di un diametro compreso tra 0,3-0,4 μm c'è il minimo della velocità di deposizione, dovuto al fatto che in tale regione entrambi gli effetti della diffusione e della caduta per gravità non sono ancora importanti.

## Le condizioni meteorologiche
Il particolato risente delle condizioni meteorologiche, sia direttamente che indirettamente, un'azione diretta sul particolato è il fatto che può essere trasportato anche per grandi distanze dai fenomeni atmosferici come il vento mentre la pioggia aiuta a diluire ed abbassare i livelli di PM10 nell'aria, facendolo ricadere e depositare al suolo.
Durante l'emergenza covid si è potuto analizzare l'andamento del particolato durante un importante abbattimento delle fonti da trasporti, evidenziando come si ci sia stata una riduzione del particolato, ma come le condizioni quali un inverno mite abbiano maggiormente contribuito a tali risultati, con una riduzione del PM10 che va dal 4 al 52%, del PM2,5 dal 0,6% al 46%, del Black Carbon dal 25 al 77%, dell'NO2 dal 4% al 72% e la riduzione sulle concentrazioni del benzene del -50% (ad eccezione di Taranto). Durante questo periodo si sono potuti osservare anche eventi di stagnazione, come durante il marzo 2020, che hanno provocato un incremento del PM2,5 nei siti meridionali, mentre per la sola zona industriale di Taranto venne osservato un forte aumento del benzene (fino a +104%). Inoltre nel periodo delle misure di confinamento da emergenza covid, la concentrazione di ozono al suolo è aumentata in media di circa il 30% in tutti i siti, al contrario lo spessore ottico si è ridotto del 70% ad Aosta e del 50% a Roma.

## Misure di sicurezza
Una forma di prevenzione dell'inquinamento da particolato è la regolamentazione attraverso norme nazionali da parte dei governi, che solitamente fissano dei limiti di concentrazione massima che devono essere rispettati da persone fisiche o giuridiche (ad esempio aziende manifatturiere, fabbricanti di mezzi di trasporto, utenze domestiche, ecc.) che sono coinvolti nella produzione di particolato.

Oltre alle norme legislative, esistono diversi standard e linee guida che hanno lo scopo di fornire delle indicazioni pratiche per la prevenzione e protezione dall'inquinamento di particolato. Tali standard e linee guida sono generalmente considerati dai governi per fissare i limiti di legge consentiti. In particolare l'Organizzazione internazionale per la normazione (ISO) pubblica e sviluppa, tra l'altro, diversi standard che riguardano i metodi per la misurazione e caratterizzazione del particolato e sulle tecnologie utilizzate per l'abbattimento del particolato e per la protezione delle vie respiratorie.
L'adeguamento a tali normative o standard, e in generale la prevenzione e protezione dal rischio particolato, è svolto utilizzando tecnologie e metodologie differenti a seconda dell'origine del particolato.
Nell'ambito dell'industria, l'abbattimento del particolato negli effluenti avviene attraverso apposite apparecchiature di separazione, che includono: cicloni, scrubber, filtri a sacchi, precipitatori elettrostatici, ecc. Ciascun tipo di apparecchiatura è in grado di abbattere particolato entro un certo intervallo di dimensioni delle particelle (PM), per cui generalmente si utilizza una combinazione di più apparecchiature in serie al fine di eliminare sia le particelle fini sia le particelle più grossolane.

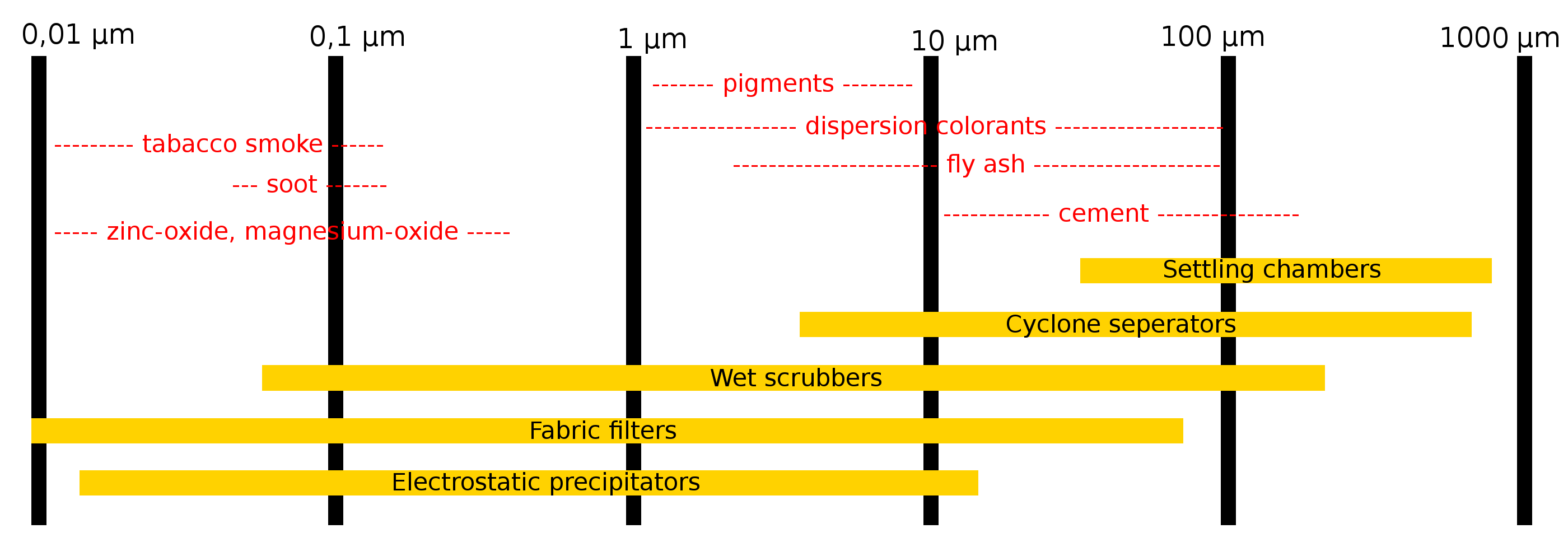
Confronto di apparecchiature industriali comunemente utilizzate per l'abbattimento del particolato

Nell'ambito dei trasporti, è luogo di dibattito l'efficacia dei filtri antiparticolato per i motori Diesel.
Oltre ai metodi di prevenzione, sono utilizzati metodi di controllo del particolato, quali ad esempio la misurazione della concentrazione del particolato in aria attraverso dispositivi fissi o portatili.
Quando la prevenzione non è sufficiente a minimizzare il rischio da particolato, ovvero la misurazione rileva una concentrazione di particolato elevata, un metodo per proteggersi dal rischio è l'adozione di opportune misure di protezione, quali ad esempio maschere filtranti antiparticolato FFP3 e filtro di tipo HEPA negli ambienti chiusi usati anche nelle sale operatorie e nei reparti di malattie infettive degli ospedali, il particolato entra nelle case mal coibentate (spifferi); i rilevatori di polveri fini tipo home a tecnologia laser (di limitate dimensioni e costo) a rilevazione istantanea aiutano la prevenzione al chiuso (es. sapere quando sostituire i filtri HEPA o se è il caso di usarli in casa, ufficio...) e all'aperto (es. capire se è utile usare una maschera antiparticolato FFP3 o FFP2).

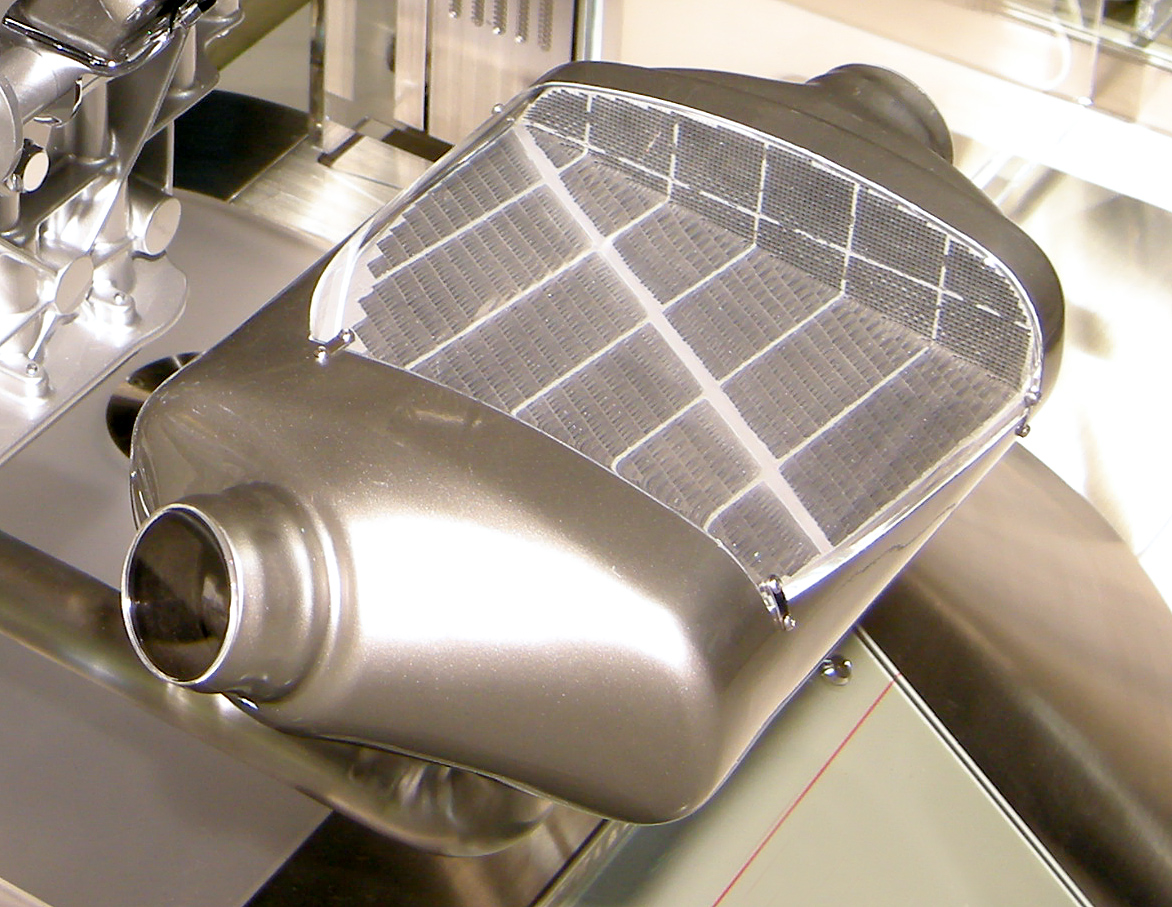
Filtro antiparticolato installato sul motore di un autoveicolo (Nissan M9R)
- Indicazioni per fronteggiare il particolato al chiuso e all'aperto
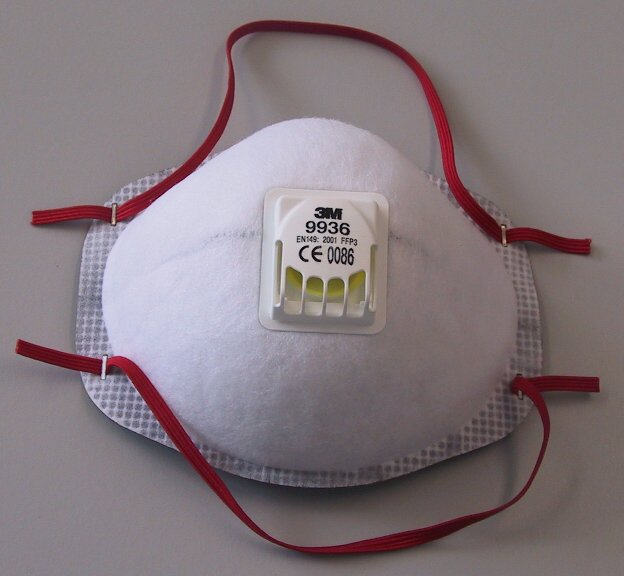
Maschera FFP3 a coppa dotata di valvola di espirazione
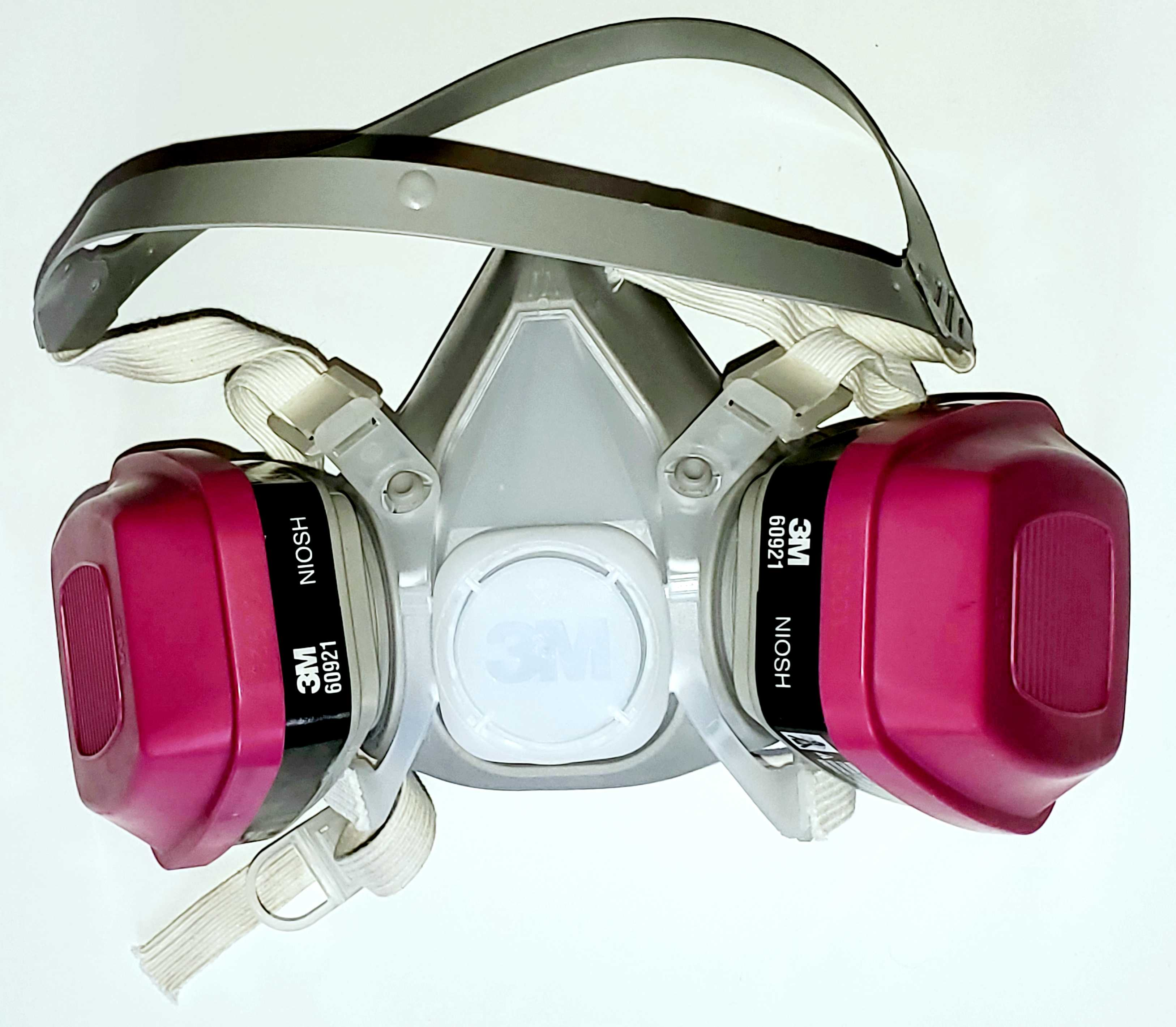
Maschera respiratoria con filtro antiparticolato e VOC (composti organici volatili)
- Effetto di filtro HEPA sui (PM2,5) senza (esterno) e con filtro (interno), display di rilevatore di particolato
- Filtro HEPA dopo essere stato usato in un impianto VMC in una città inquinata
- Concentrazioni di (PM2,5) per fasce orarie e per stagioni in una città inquinata

### Legislazione
A causa degli effetti altamente tossici sulla salute del particolato, la maggior parte dei governi ha creato regolamenti sia per le emissioni consentite da determinati tipi di fonti di inquinamento (veicoli a motore, emissioni industriali, ecc.), sia per la concentrazione ambientale di particolato.
Nel 2006 l'Organizzazione mondiale della sanità (OMS), riconoscendo la correlazione fra esposizione alle polveri fini e insorgenza di malattie cardiovascolari e l'aumentare del danno arrecato all'aumentare della finezza delle polveri, ha indicato il PM2,5 come misura aggiuntiva di riferimento delle polveri fini nell'aria e ha abbassato i livelli di concentrazione massimi "consigliati" a 15 e 5 microgrammi/m³ rispettivamente per PM10 e PM2,5.
I limiti per la concentrazione di PM10 e PM2,5 nell'aria sono così stabiliti:
| Stati                 | PM10 - media annuale | PM10 - media giornaliera (24 ore) | PM10 - Numero consentito di superamenti all'anno | PM2,5 - media annuale | PM2,5 - media giornaliera (24 ore) | PM2,5 - Numero consentito di superamenti all'anno |
| --------------------- | -------------------- | --------------------------------- | ------------------------------------------------ | --------------------- | ---------------------------------- | ------------------------------------------------- |
| Australia             | 25 μg/m3             | 50 μg/m3                          | -                                                | 8 μg/m3               | 25 μg/m3                           | -                                                 |
| Cina                  | 70 μg/m3             | 150 μg/m3                         | -                                                | 35 μg/m3              | 75 μg/m3                           | -                                                 |
| Unione Europea        | 40 μg/m3             | 50 μg/m3                          | 35                                               | 25 μg/m3              | -                                  | -                                                 |
| Hong Kong             | 50 μg/m3             | 100 μg/m3                         | 9                                                | 35 μg/m3              | 75 μg/m3                           | 9                                                 |
| Giappone              | -                    | 100 μg/m3                         | -                                                | 15 μg/m3              | 35 μg/m3                           | -                                                 |
| Corea del Sud         | 50 μg/m3             | 100 μg/m3                         | -                                                | 15 μg/m3              | 35 μg/m3                           | -                                                 |
| Taiwan                | 65 μg/m3             | 125 μg/m3                         | -                                                | 15 μg/m3              | 35 μg/m3                           | -                                                 |
| Stati Uniti d'America | -                    | 150 μg/m3                         | 1                                                | 12 μg/m3              | 35 μg/m3                           | -                                                 |

La sensibilità degli attuali strumenti di controllo sulle emissioni apprezza ordini di grandezza del micrometro. Per rilevare particelle ancora più fini è necessario utilizzare strumenti di laboratorio molto sofisticati e costosi, e su questa categoria di polveri non esistono limiti di legge (che operativamente non potrebbero essere fatti rispettare alla luce della tecnologia attuale).

#### In Europa
| European Air Quality Index (indice della qualità dell'aria europea) | Good (buona) | Fair (discreta) | Moderate (moderata) | Poor (cattiva) | Very poor (molto cattiva) | Extremely poor (pessima) |
| ------------------------------------------------------------------- | ------------ | --------------- | ------------------- | -------------- | ------------------------- | ------------------------ |
| Particles less than (particelle quando inferiori a) 2.5 µm (PM2,5)  | 0-10 μg/m3   | 10-20 μg/m3     | 20-25 μg/m3         | 25-50 μg/m3    | 50-75 μg/m3               | 75-800 μg/m3             |
| Particles less than (particelle quando inferiori a) 10 µm (PM10)    | 0-20 μg/m3   | 20-40 μg/m3     | 40-50 μg/m3         | 50-100 μg/m3   | 100-150 μg/m3             | 150-1200 μg/m3           |

Al PM10 fanno riferimento alcune normative (fra cui le direttive europee 2008/50/CE sulla qualità dell'aria ambiente e per un'aria più pulita in Europa e quelle sulle emissioni dei veicoli), tuttavia tale parametro si sta dimostrando relativamente grossolano, dato che sono i PM2,5 e i PM1 (anche se comunque correlati al PM10) ad avere i maggiori effetti negativi sulla salute umana e animale. Per le emissioni di impianti industriali (fabbriche, centrali, inceneritori) il riferimento è ancora più grossolano (le Polveri Sospese Totali PTS), e si riferisce solamente al peso totale delle polveri e non alla loro dimensione.
Nell'aprile 2008 l'Unione europea ha adottato definitivamente una nuova direttiva (2008/50/EC) che detta limiti di qualità dell'aria con riferimento anche alle PM 2,5.
Tale direttiva è stata recepita dalla legislazione italiana con il D. Lgs. n. 155/2010, che abroga numerosi precedenti decreti tra cui il D.M. n. 60 del 2 aprile 2002 recante recepimento della direttiva 1999/30/CE del 22 aprile 1999 del Consiglio concernente i valori limite di qualità dell'aria ambiente per il biossido di zolfo, il biossido di azoto, gli ossidi di azoto, le particelle e il piombo e della direttiva 2000/69/CE relativa ai valori limite di qualità dell'aria ambiente per il benzene e il monossido di carbonio.
La riduzione del particolato è da decenni un obiettivo della politica europea e mondiale. Fra il 1990 e il 2010, l'emissione totale annua di PM10 e PM2,5 in Europa è diminuita di circa il 25%, da quasi 3 milioni di tonnellate annue a circa 2. Risulta però una grande variabilità fra paesi, per esempio il PM2,5 è sceso del 90 % in Repubblica Ceca ma salito del 120% in Finlandia.
Nel 2013, la Commissione ha dichiarato l'intenzione di ridurre le emissioni (l'impatto) di PM2,5 del 50% entro il 2030.
I limiti annuali e giornalieri risultano violati in più zone dell'Europa. In particolare si hanno i maggiori scostamenti rispetto ai valori limite indicati dall'OMS e dall'Unione europea nei seguenti Stati:
- Polveri Sospese Totali (TPS): Italia e Portogallo;
- PM10 e SPM: Repubblica Ceca, Portogallo e Regno Unito.

Secondo i dati raccolti nel 2012, i limiti giornalieri risultano superati in larga parte d'Europa.
La Commissione europea sollecita i paesi a rispettare i valori limite di qualità dell'aria dell'UE per il particolato e ricorre contro tali Stati alla Corte di giustizia.
Il rilevamento inquinanti è disciplinato dal documento: APAT Agenzia per la Protezione dell'Ambiente e per i servizi Tecnici (oggi ARPA regionali), Linee guida per la predisposizione delle reti di monitoraggio della qualità dell'aria in Italia.
In Italia l'inquinamento ambientale (tra cui il particolato) viene investigato dal NOE (Nucleo Operativo Ecologico) un organo dei Carabinieri specializzato nel scroprire e reprimere le violazioni ambientali.

#### Negli Stati Uniti
Negli Stati Uniti il controllo di particolato è regolamentato dal Clean Air Act, che incarica l'EPA (Environmental Protection Agency) a determinare i limiti massimi di concentrazione di particolato (e di altri inquinanti, quali: ozono, NOx, monossido di carbonio, SO2 e piombo) che non devono essere superati.

### Misurazione

#### Misurazione della concentrazione di particolato
Le tecnologie generalmente utilizzate per la misurazione della concentrazione di particolato includono:
- metodi gravimetrici (per filtrazione o per impatto);
- metodi ottici (fotometri, OPC, CPC, opacimetri, spotmetri, etalometri, PASS, LII);
- microbilance.

La quantità totale di polveri sospese è in genere misurata in maniera quantitativa (peso/volume).
In assenza di inquinanti atmosferici particolari, il pulviscolo contenuto nell'aria raggiunge concentrazioni diverse (mg/m³) nei diversi ambienti, generalmente è minimo in zone di alta montagna, e aumenta spostandosi dalla campagna alla città, alle aree industriali.
Le tecniche gravimetriche (basate quindi sul peso delle polveri) non riescono a misurare con la precisione e sensibilità sufficiente i quantitativi di particolato ancora più fine. Sono state però messe a punto tecniche ottiche basate sull'uso del laser e in grado di "contare" il numero di particelle presenti per unità di superficie di caduta.
L'EPA ha inoltre messo a disposizione una guida su come costruire, per fini didattici, un semplice rilevatore per misurare la concentrazione di particolato.

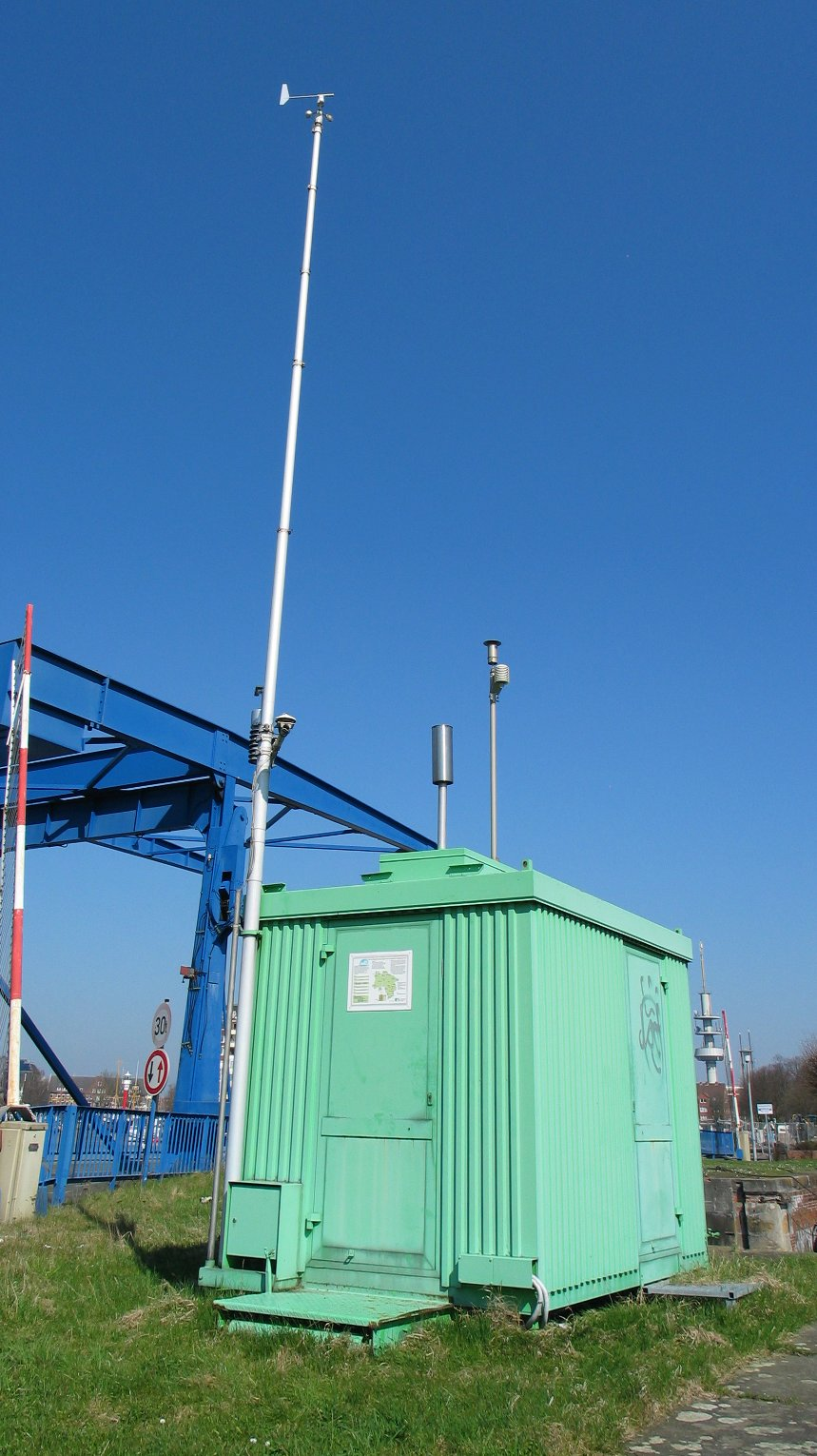
Stazione per la misurazione del particolato a Emden, in Germania
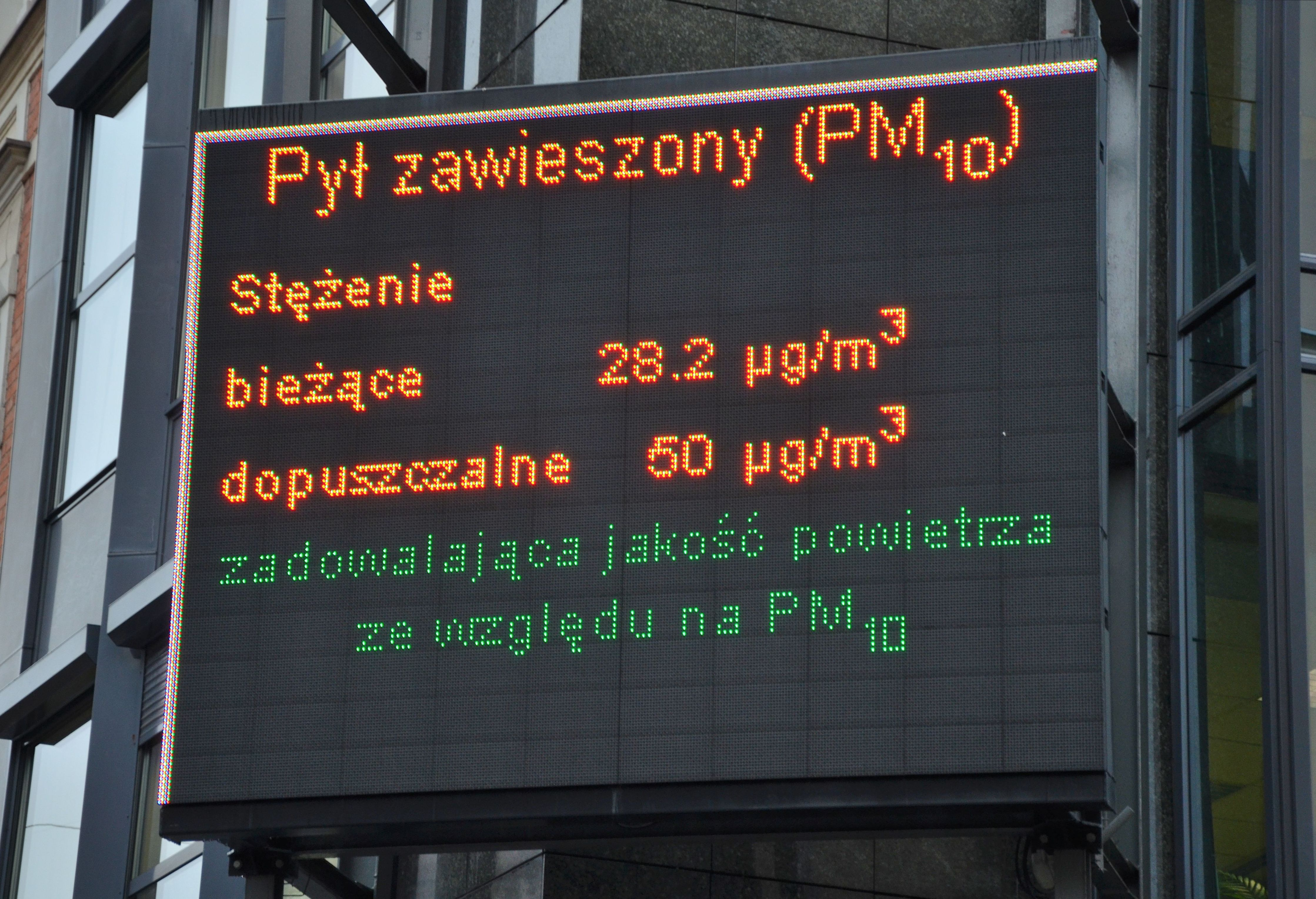
Informazioni sulla qualità dell'aria in termini di PM10 indicate in un'insegna luminosa a Katowice, in Polonia
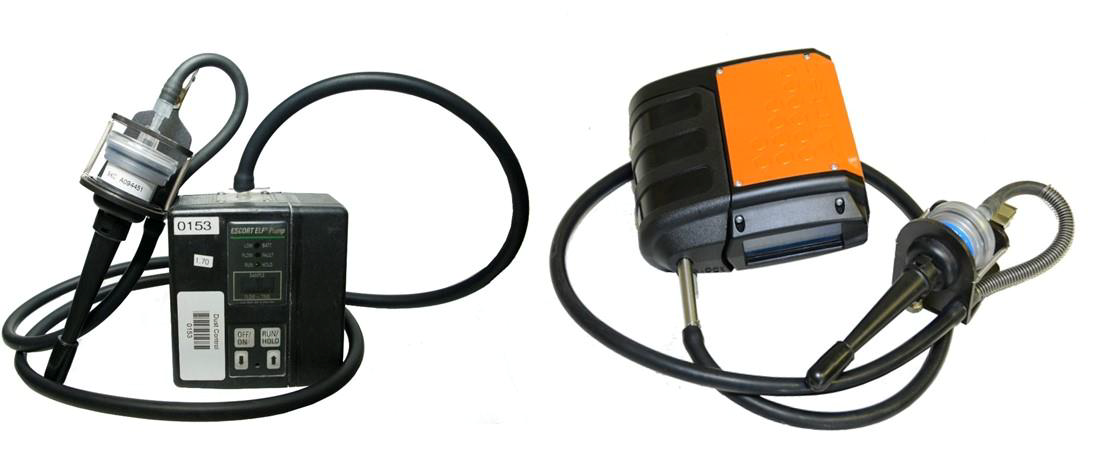
Misuratori di particolato dallo scarico di un autoveicolo
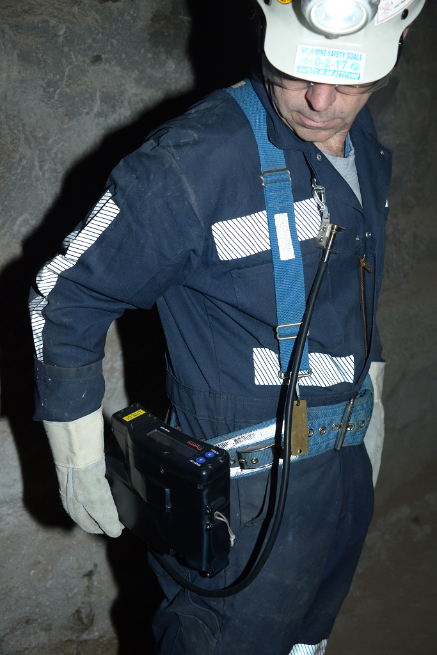
Misuratore portatile di particolato per uso in miniera

#### Misurazione della distribuzione delle dimensioni
Le tecnologie generalmente utilizzate per la misurazione della distribuzione delle dimensioni delle particelle di particolato includono:
- metodi microscopici;
- metodi per impatto;
- metodi per diffusione;
- DMA;
- sistemi completi (SMPS, CPMA, DMS, FIMS, ELPI, EDB).

L'insieme delle polveri totali sospese (PTS) può essere scomposto a seconda della distribuzione delle dimensioni delle particelle.
Le particelle sospese possono essere campionate mediante filtri di determinate dimensioni, analizzate quantitativamente e identificate in base al loro massimo diametro aerodinamico equivalente (dae). Tenuto conto che il particolato è in realtà costituito da particelle di diversa densità e forma, il dae permette di uniformare e caratterizzare univocamente il comportamento aerodinamico delle particelle rapportando il diametro di queste col diametro di una particella sferica avente densità unitaria (1 g/cm³) e medesimo comportamento aerodinamico (in particolare velocità di sedimentazione e capacità di diffondere entro filtri di determinate dimensioni) nelle stesse condizioni di temperatura, pressione e umidità relativa.
Il PTS, così come ogni suo sottoinsieme, è caratterizzato da una distribuzione statistica dei diametri medi, ovvero è composto da diversi insiemi di particelle di diametro aerodinamico variabile da un minimo rilevabile fino al massimo diametro considerato: ad esempio il PM10 è una frazione del PTS, il PM2,5 contribuisce al totale del PM10 e così via fino ai diametri inferiori (nanopolveri).
La distribuzione dei diametri aerodinamici medi è variabile, ma alcuni autori ritengono di poter valutare il rapporto fra PM2,5 e PM10 compreso fra il 50% e il 60%. Questo significa che – ad esempio – di 10 µg di PM10 contenuti in un metro cubo di aria mediamente 6 µg sono di PM2,5.
La NASA, in collaborazione con l'agenzia spaziale italiana sta approntando un progetto di missione satellitare che prevede il lancio nel 2024 di un satellite per studiare l’impatto sulla salute delle particelle sospese nell’aria che inquinano alcune delle città più popolose del mondo. I risultati saranno collegati con i dati anagrafici e di ospedalizzazione delle suddette aree per valutare l’impatto diretto sulla salute degli aerosol.